# Ейский высший военный авиационный институт

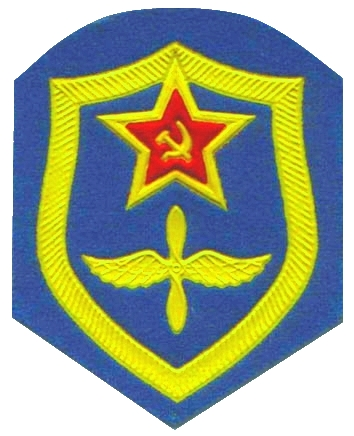
Нарукавный знак по роду сил (службе) Военно-воздушных сил СССР

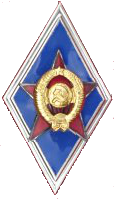
Нагрудный знак для лиц, окончивших высшие военно-учебные заведения Вооруженных Сил СССР — высших военных училищ и военных институтов.

Ейское высшее военное авиационное ордена Ленина училище лётчиков имени дважды Героя Советского Союза лётчика-космонавта СССР В. М. Комарова — ныне не существующее высшее военное учебное заведение (военный институт), расположенный в городе Ейск, Краснодарского края.

## История
Старейшее учебное заведение морской авиации было основано 28 июля 1915 года в Петрограде как офицерская школа морской авиации. Школа первоначально была самостоятельной организацией и не входила в Морское ведомство. Обучение велось на четырёх гидросамолётах конструкции Д. П. Григоровича М-5. Местом дислокации гидроаэродрома школы был выбран Гутуевский остров, теоретические занятия проводились при Петроградском политехническом институте. По состоянию на октябрь 1915 года в школе обучалось авиационному делу 20 офицеров и 27 нижних чинов.
Однако, довольно быстро выяснилось, что климатические условия Балтики не очень благоприятствуют учебным полётам, а в зимний период эксплуатация гидроаэродрома прерывалась вовсе. Поэтому в ноябре 1915 года в г. Баку было открыто отделение ОШМА.
По состоянию на 1 июля 1915 года в школе обучалось 120 курсантов.
С 25 февраля 1917 года Петроградская ОШМА стала именоваться 2-м дивизионом Воздушной бригады особого назначения флотилии Северного Ледовитого океана. Приказом ИО морского министра капитана первого ранга Б. Д. Дудорова от 17.6.1917 года штаб воздушной бригады ФСЛО расформирован, а 2-й дивизион вернул себе старое название — Петроградская ОШМА. Школа стала самостоятельным учебным заведением. К середине этого года Бакинский филиал также стал самостоятельным учебным заведением и стал именоваться Бакинской офицерской школой морской авиации.
7.7.1917 г. Петроградская ОШМА переведена в Ораниенбаум. Там в её состав влился Чудской гидроавиационный отряд ВДБМ.
После октября 1917 года, в связи с отменой званий и сословий, из названия школы было изъято слово офицерская. По штатам на 1 декабря она имела в составе 10 отрядов и 78 учеников. Самолётный парк состоял из 12 гидросамолётов, из которых пригодными к полётам были 5.
В связи с неблагоприятной военной обстановкой, 7 марта 1918 года школа из Петрограда была переведена в Нижний Новгород (приказ по Управлению морской авиации № 243). 8 июля 1918 года она была переименована в Нижнегородскую школу морской авиации. В это же время Бакинская школа ликвидируется и в Нижний Новгород для дальнейшего прохождения службы переводятся 11 инструкторов, 15 специалистов и 26 учлётов.
11.11.1918 года в Петрограде открылась новая Школа морской авиации имени Л. Д. Троцкого (приказ по Военно-морскому ведомству № 769). С 1 мая 1919 года личный состав школы принимал участие в боевых действиях против войск генерала Юденича. В середине октября 1919 года школа возобновила учебный процесс.
22 октября 1919 года Нижнегородская школа морской авиации была переведена в Самару, а через месяц в Самару переехала и Петроградская ШМА. В июне 1920 года обе школы были объединены в Военно-морскую школу авиации им. Л. Д. Троцкого. В Петрограде ещё несколько лет продолжали оставаться классы теоретической подготовки.
В марте 1922 года, на основании телеграммы начальника Главвоздухфлота № 297/с/1466 от 14.12.1921 года, Самарская школа была передислоцирована в Севастополь.
С 31 мая 1923 года школа стала именоваться Высшей школой красных морских лётчиков имени Л. Д. Троцкого.
В январе 1928 года из названия школы было удалено имя Л. Д. Троцкого (приказ РВС СССР № 14 от 18.1.1928 года).
В 1929 году учебные авиаотряды были переформированы в эскадрильи.
В августе 1930 года школа в очередной раз была переименована — теперь она стала называться Высшей школой морских лётчиков и лётнабов им. И. В. Сталина.
Летом 1931 года школа была переведена в г. Ейск. Началось обучение курсантов на колёсных самолётах. В штате школы были самолёты И-15, И-16, СБ, Р-1, МР-1, МБР-2, «Савойя».
В декабре 1935 года школа была переведена на штат № 20/504, дополнительно были сформированы учебные бомбардировочные и истребительные эскадрильи.
В 1936 году школа стала именоваться Военной школой лётчиков морской и сухопутной авиации им. И. В. Сталина с подчинением начальнику Морских Сил, кроме бригады обучения сухопутных летнабов и эскадрильи слепого самолётовождения. В это время в составе школы имелась морская бригада, бомбардировочная бригада и не менее двух истребительных авиабригад.
В соответствии с Приказом НКО № 56 от 14.4.1937 школа была преобразована в Военно-морское авиационное училище им. И. В. Сталина.
28 ноября 1938 года при училище были созданы Курсы специальных служб Морской авиации. Это было первое в СССР учебное заведение авиации ВМФ, готовившее инженеров-механиков, инженеров-электриков, инженеров по радио и синоптиков. 11 мая 1940 года курсы были преобразованы в Военно-морское авиационное училище спецслужб (впоследствии Рижское ВВАИУ им. Я. Алксниса), со сменой места дислокации.
В конце июня 1941 года в состав Ейского училища была передана эскадрилья гидросамолётов МБР-2 с базированием на гидроаэродроме Ейская Коса (из состава ВМАУ им. С. А. Леваневского).
5 июля 1941 года в училище была сформирована 8-я учебная истребительная эскадрилья переучивания, а затем 9-я эскадрилья прикрытия, которая находилась в оперативном подчинении командующего Азовской военной флотилии. В сентябре—октябре 1941 года эти эскадрильи отражали вражеские налёты немецкой авиации, выполнив 131 боевой вылет.
Приказом Народного комиссара ВМФ № 0974 в составе училища была сформирована 10-я истребительная авиационная эскадрилья на самолётах И-15бис. Эта эскадрилья просуществовала менее полугода.
В сентябре 1941 года училище перебазировалось в г. Моздок (Приказ Народного комиссара ВМФ № 0895 от 16.9.1941). Имущество и личный состав были перевезены в 17 эшелонах, самолёты перелетали своим ходом (274 машины, по другим данным — 240).
15 ноября 1942 года училище из Моздока перебазировалось в с. Борское Куйбышевской области.
После освобождения от немецких войск города Ейска осенью 1943 года училище поэтапно (в течение полугода) вернулось к постоянному месту дислокации. Жилые и служебные помещения училища были разрушены.
В 1943 году в училище была сформирована перегоночная авиационная эскадрилья. В 1944 году эскадрилья была переформирована в 1-й авиационный полк перегонки самолётов ВВС ВМФ в/ч 42983 (и вошёл в состав особой авиационной группы перегонки самолётов ВВС ВМФ). В 1945 году полк расформирован.
В сентябре 1944 года в училище были переданы несколько истребителей Bf-109, ранее принадлежавшие румынским ВВС.
За годы войны училище отправило на фронт 9 сформированных авиационных полков и 18 отдельных авиационных эскадрилий, было подготовлено 3320 (по другим данным, 3517) лётчиков. На базе училища было сформировано училище морских лётчиков, две авиационные и шесть нелётных частей. 24 июля 1943 года за достигнутые успехи и в честь 25-летия Указом Президиума Верховного Совета СССР училище было награждено орденом Ленина и стало именоваться Военно-морское ордена Ленина авиационное училище им. И. В. Сталина.
В 1945 году учебные авиационные эскадрильи были преобразованы в полки, а в Ейском училище изменена специализация — в нём стали готовить преимущественно лётчиков-истребителей. В штате училища было два полка первоначального обучения и три учебно-боевых полка. Полки и эскадрильи размещались на полевых аэродромах: Центральный, Кухаривка, Симоновка, Новоминская, Новощербиновская, Старощербиновская, Александровка, 5-й полигон и гидроэародроме Ейская Коса. Авиационная техника в училище самолёты УТ-2, Ла-7, Як-9, Р-47, МБР-2, Ли-2, «Каталина». В 1950 году поступили самолёты МиГ-15.
В соответствии с приказом министра обороны СССР № 00119 от 10.7.1956 года Ейское ВМАУ передано в состав ВВС Северо-Кавказского ВО. Приказом министра обороны СССР № 0250 училище было переименовано в Ейское ордена Ленина военно-авиационное училище им. И. В. Сталина.
В мае 1959 года училище получило статус высшего военного учебного заведения и стало именоваться Ейское ордена Ленина высшее военно-авиационное училище лётчиков им. И. В. Сталина.
В 1961 году изменился профиль училища. В соответствии с приказом ГК ВВС № 0028 вместо истребителей в училище стали готовить истребителей-бомбардировщиков.
30 декабря 1961 года из названия училища было удалено имя И. В. Сталина.

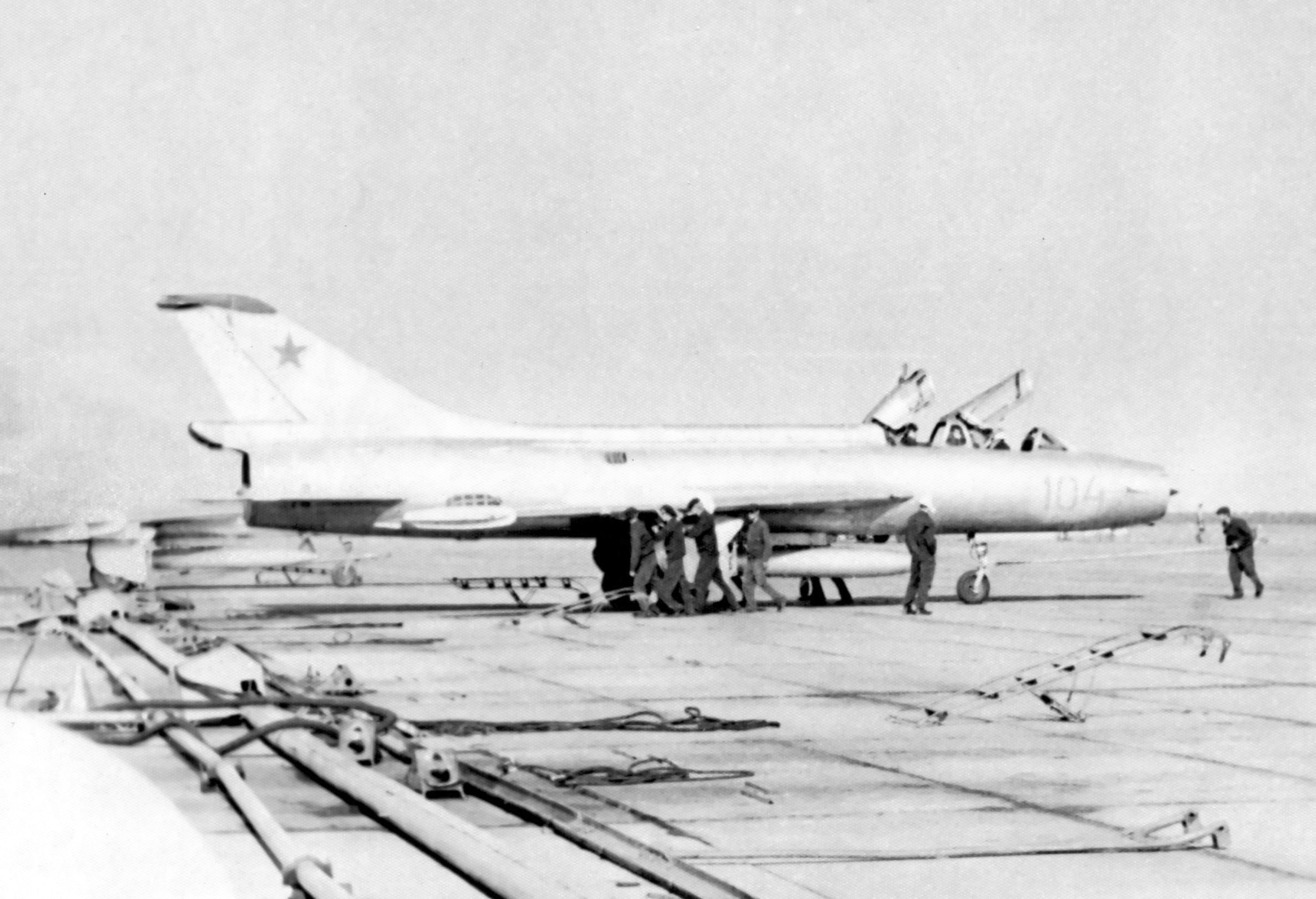
Техническое обслуживание самолёта Су-7У при выполнении учебных полётов на аэродроме Ейского ВВАУЛ (фото сделано летом 1979 года)

В 1962 году в училище поступил первый самолёт Су-7.
30 мая 1967 года училищу было присвоено имя лётчика-космонавта, дважды Героя Советского Союза В. М. Комарова (Постановление СМ СССР № 492 и приказ министра обороны СССР № 159).
С осени 1981 года стали поступать самолёты Су-17, в 1986 году — L-39. На тот момент при училище было два учебных полка: 959-й УАП и 963-й УАП.
В 1993 году в училище была сформирована учебная авиационная группа, а учебные полки переформированы в боевые.
9 сентября 1993 года постановлением Правительства Российской Федерации Ейское ВВАУЛ было расформировано. На базе училища был создан филиал Качинского ВВАУЛ с дислокацией в г. Ейске. Началось обучение курсантов по специальности боевое управление авиацией и управление воздушным движением.
10 марта 1995 года на основании приказа Министра обороны Российской Федерации № 94 филиал Качинского ВВАУЛ был передан в Краснодарское ВВАУ и стал именоваться филиалом Краснодарского высшего военного авиационного училища.
17 августа 1995 года филиал был переименован в Ордена Ленина филиал Краснодарского ВВАУ им. дважды Героя Советского Союза лётчика-космонавта В. М. Комарова.
11 ноября 2000 года в Ейске был создан филиал Военно-воздушной академии им. Ю. А. Гагарина (приказ Министра обороны Российской Федерации № 537).
1 января 2005 года приказом Министра обороны Российской Федерации № 937-р от 09.08.2004 на базе филиала вновь было сформировано Ейское высшее военное авиационное училище (военный институт) им. дважды Героя Советского Союза лётчика-космонавта В. М. Комарова.
Распоряжением Правительства Российской Федерации № 1951-р от 2008 года училище было присоединено в качестве обособленного структурного подразделения к Военно-воздушной академии имени профессора Н. Е. Жуковского и Ю. А. Гагарина и позднее было объявлено филиалом «Военного учебно-научного центра Военно-воздушных сил „Военно-воздушная академия имени профессора Н. Е. Жуковского и Ю. А. Гагарина“» (ВУНЦ ВВС «ВВА») (пос. Монино, Щелковский район Московской области).
С первого декабря 2009 года базе Ейского училища, 444-го центра боевого применения и переучивания морской авиации (г. Остров, Псковская обл.) и 859-го учебного центра морской авиации (пос. Кача, Крым) начато формирование 859-го Центра боевого применения и переучивания Морской авиации в г. Ейске. В течение 2010 года на аэродром Ейск с аэродрома г. Остров были перегнаны два Ил-38, три Ту-134УБК, Ан-26, эскадрилья L-39; с Качи переданы вертолёты Ка-27, Ка-28 и Ка-29. 1 февраля 2010 года центр начал свою работу. 24 апреля состоялся первый выпуск слушателей Центральных офицерских курсов.
Приказом Министра обороны Российской Федерации от 12 июля 2011 года № 1136 филиалы ВУНЦ ВВС «ВВА» в городах Ейск (Краснодарский край), Санкт-Петербург и Челябинск ликвидировались.
С сентября 2011 года расформирован филиал ВУНЦ ВВС «ВВА» (г. Ейск), курсанты переведены в филиал ВУНЦ ВВС «ВВА» (г. Краснодар) и продолжили обучение на факультете боевого управления авиацией и управления воздушным движением (БУА и УВД). С сентября 2013 года факультет БУА и УВД из филиала ВУНЦ ВВС «ВВА» (г. Краснодар) передислоцирован в филиал ВУНЦ ВВС «ВВА» (г. Челябинск).
С 2011 года проводится реконструкция аэродрома Ейск. В 2014 году была сдана в эксплуатацию новая взлётно-посадочная полоса 3500×60 м, что позволяет принимать воздушные суда всех типов без ограничения — аэродром стал внеклассным.
Осенью 2015 года в Ейске были выполнены первые полёты с трамплина НИТКА на палубной модификации самолёта МиГ-29.

## Награды
- Орден Ленина — награждено указом Президиума Верховного Совета СССР от 24 июля 1943 года в ознаменование 25-летней годовщины Военно-морского авиационного училища имени Сталина за выдающиеся успехи в подготовке кадров командного состава для Военно-воздушных Сил Военно-Морского Флота и боевые заслуги перед Родиной.

## Учебные части Ейского ВВАУЛ
1-й учебный истребительный авиационный полк ВМАУ им. И. В. Сталина.
Сформирован в 1933 году как 1-я учебная авиационная эскадрилья, переформирована в полк в 1945 году. В 1951 году переименован в 1685-й учебный истребительный авиационный полк, в 1955 году переименован в 954-й учебный истребительный авиационный полк. Дислоцировался на полевых аэродромах станиц Старощербиновская и Кухаривка.
2-й учебный истребительный авиационный полк ВМАУ им. И. В. Сталина.
Сформирован в 1933 году как 2-я учебная авиационная эскадрилья (первоначального обучения), переформирована в полк в 1945 году. В 1951 году переименован в 1686-й учебный истребительный авиационный полк, в 1955 году переименован в 955-й учебный истребительный авиационный полк. Дислоцировался на аэродромах Новощербиновская (по другим данным — на аэр. Пятый полигон).
3-й учебный истребительный авиационный полк ВМАУ им. И. В. Сталина
Сформирован в 1933 году как 3-я учебная эскадрилья, переформирована в полк в 1945 году. В 1951 году переименован в 1687-й учебный истребительный авиационный полк, в 1955 году переименован (предположительно) в 956-й учебный истребительный авиационный полк. Дислоцировался на аэродроме 5-й полигон (предположительно).
4-й учебный истребительный авиационный полк ВМАУ им. И. В. Сталина.
Сформирован в 1935 году как 4-я учебная авиационная эскадрилья, переформирована в полк (боевых самолётов) в 1945 году. В 1950 году переименован в 1688-й учебный истребительный авиационный полк, в 1955 году переименован в 959-й учебный истребительный авиационный полк. В 1957 году переименован в 959-й учебный авиационный полк боевых самолётов. В 1966 году в полку поменялось штатное расписание: полк стал четырёхэскадрильного состава и перевооружён с МиГ-17 на Су-7. Дислоцировался на аэродроме Ейск-Центральный и Моздок.
1 октября 1981 года полк перешёл на новые штаты, с перевооружением на самолёты Су-17. В 1988 году полк перевооружён на самолёты L-39, сформированы четыре учебные эскадрильи. Полк дислоцировался на аэродромах возле г. Зерноград и ст. Егорлыкская.
В соответствии с Директивой командующего 4-й ВА ВВС РФ № 0149 от 17.03.1993 г. 959-й УАП переформирован в 959-й бомбардировочный авиационный полк в составе 10-й смешанной авиационной дивизии 4-й ВА. Полк был перевооружён на самолёты Су-24, значительная часть л/с прибыла из расформированного 305-го БАП из г. Поставы. Две эскадрильи самолётов L-39 переданы во вновь формируемую при училище учебную авиационную группу (УАГ), оставшиеся две эскадрильи были переданы в Барнаульское ВВАУЛ.
Задачами 959-го БАП в дальнейшем были определены нанесение бомбо-штурмовых ударов по бандформированиям на территории Чеченской республики.
В 1995 году одну эскадрилью УАГ было решено перевооружить на МиГ-29. На переучивание л/с поехал в ст. Кущевскую… и там эскадрилью сократили. Тогда же штат УАГ пересмотрели и добавили в состав группы, к эскадрилье L-39 самолёт Ан-26, тренажёр, ТЭЧ и группу СОК. То есть учебная авиагруппа фактически стала самостоятельной отдельной авиационной эскадрильей.
В 2000 году управление 1-й гв. САД в Краснодаре было ликвидировано. Управление 10-й САД в Ейске было переименовано в управление 1-й гв. САД, с сохранением всех регалий и почётных наименований — так дивизия стала 1-й гвардейской Сталинградской, Свирской смешанной авиационной дивизией, в составе которой, в том числе, оставался 959-й БАП.
Летом 2009 года 959-й БАП расформирован, исправные самолёты переданы в Морозовск, неподъёмные машины будут частично утилизированы на аэродроме Ейск, частично перемещены на авиационный полигон возле ст. Копанской и использованы в качестве наземных мишеней для стрельб.
5-й учебный истребительный авиационный полк ВМАУ им. И. В. Сталина.
Сформирован в 1933-35 годах как 5-я учебная истребительная авиационная эскадрилья, переформирована в полк (боевых самолётов) в 1945 году. В 1951 году переименован в 1689-й учебный истребительный авиационный полк. В 1954 году переведён с полевого аэродрома возле п. Симоновка на аэродром Приморско-Ахтарск. 25 марта 1955 года переименован в 960-й учебный истребительный авиационный полк. В 1958 году перевооружен на МиГ-15. 18 января 1963 года полк вместе с аэродромом переподчинён Краснодарскому объединенному военному летно-техническому училищу. 12 февраля 1964 года полк был переименован в 960-й учебный смешанный авиационный полк, в составе двух эскадрилий на Як-18, и одной транспортной. В течение 1965 года полк переформируется и получает технику, и состоит из двух эскадрилий L-29, одной Як-18 и одной транспортной. В 1969 году в полку остаются только учебные эскадрильи на L-29. С 1978 года происходит замена L-29 на новые L-39, и к маю 1990 года в составе полка имеется 6 учебных эскадрилий L-39.
3 февраля 1993 года 960-й учебный авиационный полк переформирован в истребительный, с перевооружением на МиГ-29. Полк переподчинён командованию 16-й гвардейской истребительной авиационной дивизии 4-й Воздушной Армии.
1 мая 1998 года 960-й ИАП вновь переформируется, на этот раз в штурмовой, с переучиванием на Су-25. Боевое знамя полка, награды и исторический формуляр переданы от расформированного 16-го штурмового авиационного Краснознаменного полка из Таганрога (это бывший 963-й инструкторский учебный Краснознаменный авиационный полк истребителей-бомбардировщиков, см ниже).
В 2009 году в состав 960-го ШАП передана техника и часть личного состава от расформированного 461-го штурмового авиаполка из Краснодара.
1 декабря 2009 года 960-й штурмовой авиационный полк, 466-я авиационно-техническая база и 1576-й отдельный батальон связи и радиотехнического обеспечения были объединены в авиационную группу в/ч 12910-2 на аэродроме Приморско-Ахтарск, в составе 6971-й авиационной базы (Буденновск). Через год авиагруппа переподчинена 6972-й авиационной базе в Крымске.
В 2014 году часть летно-технического состава и одну эскадрилью самолётов Су-25СМ передали на аэродром Гвардейское (п-ов Крым, возле г. Симферополь), во вновь формируемый 37-й смешанный авиационный полк. В этом же году авиагруппа вновь переформирована в 960-й штурмовой авиационный полк.
Начиная с 2015 года часть личного состава и техники 960-го ШАП командируются в Сирию на авиабазу Хмеймим.
6-й учебный смешанный авиационный полк ВМАУ им. И. В. Сталина.
С самого начала при училище была эскадрилья гидросамолётов, на которой осуществлялось обучение. В 30-х годах прошлого века эскадрилья получила номер и стала называться 6-й учебной морской авиационной эскадрильей. В 1945 году на базе эскадрильи сформирован 6-й учебный морской авиационный полк. Место дислокации полка — гидроаэродром Ейская Коса (в н.в. пляжная зона отдыха в черте города Ейск).
В 1945-47 гг. в училище имелась учебная эскадрилья на транспортных самолётах, в дальнейшем переформирована в авиационный отряд. В 1949 году отряд вошёл в состав 6-го учебного морского авиационного полка и полк стал именоваться смешанным. В 1950 году полк переименован в 1690-й учебный истребительный авиационный полк. В июне 1955 года 1690-й УИАП переименован в 963-й учебный истребительный авиационный полк, с базированием на аэродроме Таганрог-Центральный. На вооружении полка были МиГ-17 и УТИ МиГ-15. В 1959 году в полк стали поступать Су-7. В 1968 году, за успешное освоение истребителя-бомбардировщика Су-7, 963-й учебный истребительный авиационный полк награждён орденом Красного Знамени (случай исключительный!) и стал именоваться 963-м учебным Краснознамённым истребительным авиационным полком ЕВВАУЛ им. В. М. Комарова.
В ноябре 1994 года 963-й учебный истребительный Краснознамённый авиационный полк расформирован. На базе полка сформирован 16-й штурмовой авиационный полк, в который также вошли л/с и техника от расформированных 53-го гвардейского Сталинградского орденов Ленина и Александра Невского авиационного полка истребителей-бомбардировщиков из Прибалтики (аэр. Шауляй) и 433-го штурмового авиационного полка ( аэр. Приморско-Ахтарск). 16-й ШАП в 1995 году командируется «на войну» в Моздок, через год полк задействован в военном конфликте в Республике Таджикистан. В 1997 году полк вернулся в Таганрог, а ещё через год он был ликвидирован. Боевое знамя, награды и исторический формуляр переданы в Приморско-Ахтарск.
8-я истребительная эскадрилья переучивания ВМАУ им. Сталина.
Осенью 1941 года, на основании приказа Народного комиссара ВМФ № 00166 от 4.7.1941 года в Ейск из Нового Петергофа переводятся Высшие курсы усовершенствования начальствующего состава Авиации ВМФ (ВКУНС АВМФ), с приданным курсам авиационным полком. Приказом Народного комиссара ВМФ № 00178 авиаполк расформирован и обращён на формирование эскадрильи переучивания при училище.
9-я отдельная истребительная эскадрилья ВМАУ им. Сталина.
Сформирована летом 1941 года на базе училища, с целью противовоздушной обороны г. Ейска. Базировалась на аэр. Ейск-Центральный. В составе эскадрильи были 10 самолётов И-16. В оперативном подчинении замыкалась на командующего Азовской военной флотилией. 10 апреля 1942 года эскадрилья возвращена в подчинение начальнику Ейского ВМАУ, с перебазированием на аэр. Моздок.
Смешанная авиационная эскадрилья
С апреля 1956 года в составе училища имелась смешанная АЭ, в которой имелся отряд буксировщиков мишеней.
Учебная авиационная группа
Сформирована на базе 959-го учебного авиационного полка в 1993 году, при его реформировании в бомбардировочный, с целью сохранения при училище начальной лётной подготовки. В 1995 году УАГ реформирована по штатам отдельной авиационной эскадрильи. На вооружении были УТС типа L-39 и один транспортный самолёт Ан-26.
На базе УАГ Ейского ВВАУЛ некоторое время проходили лётную подготовку лица из отряда космонавтов.

## Наименование училища в разные годы
В разные годы училище именовалось:
- 1918—1920 — Вторая школа морской авиации имени Л. Д. Троцкого
- 1920—1923 — Военно-морская школа авиации имени Троцкого
- 1923—1925 — Высшая школа красных морских лётчиков имени Троцкого
- 1925 — март 1930 — Военная школа морских лётчиков имени Троцкого
- март—август 1930 — Школа морских летчиков и лётчиков-наблюдателей
- август 1930—1936 — Военная школа морских лётчиков и лётчиков-наблюдателей ВВС РККА имени Сталина
- 1936—1937 — Военная школа лётчиков и лётчиков-наблюдателей морской и сухопутной авиации имени Сталина
- 1937—1956 — Военно-морское авиационное училище имени Сталина
- 1956—1959 — Ейское авиационное училище лётчиков
- 1959 — 30.05.1967 — Ейское высшее военное авиационное ордена Ленина училище лётчиков
- с 30 мая 1967 — Ейское высшее военное авиационное ордена Ленина училище лётчиков имени дважды Героя Советского Союза летчика-космонавта СССР В. М. Комарова.
- с 9 сентября 1993 года — филиал Качинского ВВАУЛ
- с 10 марта 1995 года — филиал Краснодарского ВВАУЛ
- с 17 августа 1995 года — Ордена Ленина филиал Краснодарского ВВАУЛ им. дважды Героя Советского Союза лётчика-космонавта СССР В. М. Комарова
- с 11 ноября 2000 года — филиал Военно-воздушной академии им. Ю. А. Гагарина
- с 27 февраля 2001 года — Ордена Ленина им. дважды Героя Советского Союза лётчика-космонавта В. М. Комарова филиал Военно-воздушной Краснознамённой ордена Кутузова академии им. Ю. А. Гагарина
- с 1 января 2005 года — Ейское высшее военное авиационное ордена Ленина училище (военный институт) имени дважды Героя Советского Союза лётчика-космонавта СССР В. М. Комарова
- 1 сентября 2011 года состоялось прощание личного состава училища с Боевым знаменем.

Дислокация:
- Ораниенбаум — 1917 г.
- Нижний Новгород — 1918 г.
- Самара — 22 октября 1918 г.
- Севастополь — март 1922 г.
- Ейск — 1931 г.
- Моздок — 1941 г.
- Борское, Куйбышевской области — 1942 г.
- Ейск — 1944 г.
- Краснодар — 2011 г. (в виде факультета БУА и УВД филиала ВУНЦ ВВС «ВВА»)
- Челябинск — 2013 г. (в виде факультета БУА и УВД филиала ВУНЦ ВВС «ВВА»)

## Известные выпускники
См. Выпускники Ейского высшего военного авиационного училища лётчиков

## Руководство училища
- старший лейтенант Тучков Александр Александрович, (июль — ноябрь 1915 г., ВрИД)
- морской летчик, лейтенант Краевский Иван Сергеевич, (05.11.1915 г. — сентябрь 1916 г.)
- военный летчик, штабс-капитан Грузинов Алексей Евграфович, (сентябрь — октябрь 1916 г.)
- морской летчик Фриде Георгий Анатольевич
- лейтенант Миклашевский Борис Ричардович (июнь — август 1917 года)[7]
- капитан 2-го ранга Тучков Александр Александрович (ноябрь 1916 — июнь 1917)
- старший лейтенант Миклашевский Борис Ричардович (июнь — август 1917, прим.: звание «старший лейтенант» присвоено в июле 1917 г.)
- подпоручик Земан М. Ф.
- председатель ВРК мичман Космодамианский А. Ф.
- прапорщик Госповский А. Ф. (декабрь 1917 — август 1918, избран на общем собрании, в августе сбежал со школьной кассой)
- военный лётчик Цветков Ф. П.
- красвоенморлет Еременко П. Г.
- морской летчик Шеман М. Ф.
- красвоенморлет Королев Н. П.
- красвоенморлет Сергеев М. М.
- красвоенморлет Негеревич С. С.
- военморлет Лавров В. К.
- военморлет Букан В. А.
- старший летчик Бажанов Николай Николаевич
- комдив Померанцев Зиновий Максимович (апрель 1935 — 1936 год)
- бригадный комиссар Чёрный-Лившиц, Григорий Семёнович (1936 — апрель 1937)
- полковник Кукин, Иван Васильевич[8] (апрель 1937 — 1938)
- генерал-майор авиации Андреев Александр Харитонович (март 1938 — сентябрь 1941)
- генерал-майор авиации Рожков, Иван Васильевич (сентябрь 1941 — июль 1943)
- генерал-майор авиации Герой Советского Союза Наумов Николай Александрович (1943—1947)
- генерал-майор авиации Андреев Александр Харитонович (1947—1953)
- генерал-майор авиации Рождественский, Христофор Александрович (1953—1956)
- генерал-майор авиации Герой Советского Союза Наумов Пётр Изотович (1956—1963)
- генерал-майор авиации Герой Советского Союза Ривкин Борис Миронович (1963—1968)
- генерал-майор авиации Лаптев, Николай Дмитриевич (1968—1973)
- генерал-майор авиации Подкопников, Александр Фёдорович (1973—1979)
- генерал-майор авиации Гришин, Виктор Владимирович (1979—1982)
- генерал-майор авиации Геннадий Андреевич Кириченко (1982—1986)
- генерал-майор авиации Горбась Владимир Николаевич (1986—1991)
- генерал-майор авиации Милеев Виктор Дмитриевич (1991—1993)
- полковник (генерал-майор) Кругликов Евгений Николаевич (1993 — 01.03.2010)
- полковник Павлов А. Н. (17.03.2010 — 26.10.2010)
- генерал-майор Петрушков Юрий Петрович (26.10.2010 —)